# Elisabeta Rizea
Elisabeta Rizea   (Domnești, 28 de juny de 1912 - Nucșoara, 4 d'octubre de 2003) va ser una partisana anticomunista romanesa a les muntanyes de Făgăraș al nord de Valàquia. Després de la revolució romanesa de 1989, es va convertir en el símbol de la resistència anticomunista de Romania.

## Biografia
Rizea va néixer el 1912 a Domnești, un poble del comtat d'Argeș als Carpats meridionals, en una família de pagesos, Ion i Maria Șuța, que vivien d'una parcel·la de terra conreada. Als 19 anys es va traslladar a un poble proper, Nucșoara, on es va casar amb Gheorghe Rizea, un empleat del seu oncle, Gheorghe Șuța.
Després de la Segona Guerra Mundial, l'exèrcit soviètic va imposar un govern comunista a Romania. L'oncle de Rizea, un líder local del Partit Nacional Camperol, va ser assassinat per la policia secreta el dia de les eleccions, tot i que les fonts no estan d'acord si això va passar el 1946 o el 1948. Això va portar el marit de Rizea a unir-se a un grup guerriller anticomunista, Haiducii Muscelului, dirigit pel coronel Gheorghe Arsenescu. L'Elisabet va proporcionar al grup aliments i provisions. La nit del 18 de juny de 1949, membres del grup d'Arsenescu van ser emboscats per tropes de la Securitate; en el tiroteig posterior, dos agents van morir, i el grup va fugir per un cordó de seguretat a la zona. Com a resultat, les tropes de la Securitat i dos batallons de l'exèrcit van iniciar una recerca massiva. Va ser detinguda per ajudar el grup partidista, colpejada i portada a la presó de Pitești, on va estar retinguda durant 18 mesos abans de ser jutjada, i la van condemnar a set anys de presó.
Després de sortir de la presó, va continuar donant menjar i informació als combatents anticomunistes de les muntanyes. Quan Arsenescu va ser arrestada el 1961, va ser novament jutjada, declarada "dușman al poporului" (enemic del poble) i condemnada a 25 anys, i va ser enviada a un centre penitenciari per a preses polítiques a Mislea. Tres anys més tard, el 1964, va ser alliberada sota els termes d'una amnistia general.
Durant els dotze anys que Rizea va passar a la presó, va ser sotmesa a diverses formes de tortura: segons les seves pròpies declaracions, va ser penjada pels cabells d'un ganxo i colpejada fins que es va desmaiar a causa d'una fractura de costelles, i també va ser scalpada., cremat i colpejat amb una pala. Quan va sortir de la presó, no tenia cabells i no podia caminar, ja que els seus genolls havien estat destruïts per la tortura.
Després de la caiguda del comunisme el 1989, la seva història es va donar a conèixer després d'una entrevista inclosa al documental de 1992 Memorialul Durerii de Lucia Hossu-Longin. El maig de 2001 l'antic rei Miquel I de Romania va visitar Rizea a casa seva a Nucșoara. Durant la visita, va dir als periodistes: "Quan aquests miserables comunistes van arribar al poder, ens van prendre tot, la terra, els carros de fusta, els cabells del nostre cap. Tot i així, el que no van poder agafar era la nostra ànima."

## Llegat
En una enquesta de 2006 realitzada per la televisió romanesa per identificar els "100 romanesos més grans de tots els temps", va ocupar el lloc 58. Quan hi va haver una proposta per construir un monument en memòria de la resistència anticomunista, el nom de Rizea va ser el primer de la llista, i va rebre més suport de les organitzacions cíviques romaneses. A partir del 2019, hi ha plans per convertir la seva casa de Nucșoara en un museu.
Els carrers de Iași, Nucșoara i Timișoara porten el nom de Rizea.